# مركوب (حذاء)
المركوب هو حذاء رجالي سوداني. يُعد المركوب أحد أهم الملامح التي تشكل الهوية السودانية، إضافة إلى العمامة البيضاء والجلابية والصديري والتوب والسروال، وبتكاملهم تُمثل الزي السوداني القومي.

## أنواع
يوجد في السابق مركوب للنساء ولكنه توارى حاليا، يصنع المركوب يدويا في السودان ويتنوع بأشكاله وأحجامه منه المركوب الفاشري ويصنع في مدينة الفاشر غرب السودان والمركوب الجنيني ومركوب الجزيرة أبا ويصنع المركوب من جلد النمر وهو الأغلى ثمنا ولا يلبسه إلا الأغنياء ثم من جلد ثعبان الأصلة وهو متوسط الثمن وجلد البقر والغنم وحتى التماسيح ويحب السودانيون ارتداءه في صلاة العيدين وهو أحد رموز ثقافة السودان ومحل إعجاب الكثير من سياح السودان.